# 日本以外全部沉沒
《日本以外全部沉沒》是筒井康隆于1973年著作的小說，後於2006年由河崎实拍成電影。本片为1973年小说《日本沉没》的恶搞版，属于一部黑色幽默电影。

## 概要
1973年，小松左京的《日本沉沒》大暢銷，在慶功宴上閒聊出一個話題，就是「如果日本以外的國家都沉沒會怎樣」，筒井康隆大為興奮，他立刻自告奮勇要將其寫成小說，而小松左京也表示贊成。一週後，30頁稿紙的短篇小說《日本以外全部沉沒》就誕生了。出人意料的是，這部小說的影響力似乎並不亞於《日本沉沒》。在1974年，《日本沉沒》贏得了星雲獎長篇作品獎，而《日本以外全部沉沒》則贏得了短篇獎。成為日本科幻文壇的一段佳話。

## 剧情
2011年，地球發生了原因不明的天地大異變，美洲大陸在一週內沉入海底。接著，中國開始下沉，整個歐亞大陸也在一週後沉沒，隨後非洲、澳洲也相繼遭難。最後，因为日本列岛被沉没的中国所承托，地球上的陸地只剩下了日本列島。
一大批外國人逃到日本列島，導致日本人口爆增、物價飛漲、失業率暴升、美元等外幣大幅度貶值。外國人在日本淪為難民。許多好萊塢超級明星也丟了飯碗，被逼在酒吧唱歌、講笑話、賣淫為生，又或是在日本特攝片中充當群眾演員以保持其演員身份。而其他外國人也只得為日本人提供各種服務，或向日本人行乞以生存。
昔日大受歡迎的英語學校全部倒閉，取而代之的是教外國人說日語的學校。中國、南韓、俄羅斯等國的領導人為了己國難民的居留權，紛紛把日本與己國的衝突拋諸腦後，只懂對日本首相俯首稱臣。日本國民個個趾高氣揚，將外國人視作下等人。聯合國在地球上的陸地只剩下日本列島的情況下，失去任何作用。
此外，日本政府則組織了“外國攻擊小組”（GAT）專抓行為不端的外國人，將無法在3年內徹底適應日本者驅逐出境，令外國人很是不滿。
突然，前北韓獨裁者在此時挾持日本首相和前各國領袖，並企圖控制“外國攻擊小組”（GAT）。
然而，一項驚人的消息由地球科學家田所博士宣佈，此預測震驚了所有人：因为地幔的加速移动，使得原本承托日本列岛的中国大陆向太平洋飘移。此時，包括北韓在內的各國領導人在黑暗中圍繞一點燭光，在日本沉沒前一刻終於得到短暫的和平。最终，日本也难逃沉没的命运。

## 電影版
2006年秋在日本上映，2007年發行DVD。

### 製作人員
- 原典：小松左京
- 原作：筒井康隆
- 監修：實相寺昭雄
- 監督、腳本：河崎實
- 腳本：右田昌萬
- 企劃：葉井俊太郎
- 監製：河崎實、鈴木政信、二木大介
- 撮影監督：須賀隆
- 音樂：石井雅子
- 特撮監督：佛田洋

### 演員

#### 日本人
- 小橋賢兒（我（主角））
- 柏原收史（古賀）
- 松尾政壽（後藤）
- 土肥美緒（古賀妻子）
- 伊吉里岡田（剛結婚的新人議員）
- ユリオカ超特Q（外賣員）
- つぶやきシロー（房東）
- ジーコ内山（北方將軍）
- 松尾貴史（先知、森田良純）
- 筒井康隆（不明男人、特別演出）
- 黑田亞瑟（編輯長）
- 中田博久（伊達官房長官）
- 寺田農（田所博士）
- 村野武範（安泉首相）
- 藤岡弘（石山防衛廳長官）

#### 外國人
- Dave Spector（本人）
- Delcea Mihaela Gabriela（キャサリン（主角妻子））
- ブレイク・クロフォード（ジェリー・クルージング（奥斯卡金像奖俳優）役）
- キラ・ライチェブスカヤ（エリザベス・クリフト（人氣女演員、ジェリー妻子））
- John Hees[3]（美國總統）
- 坂本大地（金，韓國總統）
- 隅野貞二（張，中國國家主席）

### 轶事
- 拍攝本片只花了10天。
- 拍攝獲得《日本沉沒》原作者小松左京的大力支持。
- 首映會招待卷送給多國大使館，但都收到「有事不能參加」的回函。